# SOS (chanson d'ABBA)
Pour les articles homonymes, voir SOS (homonymie).
Singles de ABBA
Bang-A-Boomerang
(1975) Mamma Mia
(1975)
SOS est une chanson du groupe suédois ABBA parue en 1975. C'est le deuxième succès international du groupe après Waterloo. Le titre s'est classé numéro un en France, en Belgique, en Allemagne de l'Ouest, en Nouvelle-Zélande et en Australie.

## Reprises
- En 1992, la chanson est reprise par le groupe britannique Erasure dans le cadre d'un EP hommage à ABBA, intitulé Abba-esque, qui se classera n°1 du Top 40 britannique durant 5 semaines, en juin et juillet 1992.
- En 2015, Portishead reprend la chanson pour le film High-Rise. En juin 2016, une vidéo est publiée en l'honneur de MP Jo Cox assassiné récemment[3].